# رابرت باجو کیسیرا
رابرت باجو کیسیرا (انگلیسی: Robert Baggio Kcira؛ زادهٔ ۹ ژانویهٔ ۱۹۹۴) بازیکن فوتبال اهل آلبانی است.